# Barry Goldwater
Barry Morris Goldwater (2. januar 1909 – 29. maj 1998) var en amerikansk politiker og en nøgleperson i grundlæggelsen af den moderne, konservative bevægelse i USA. Han personificerede skiftet i balancen i amerikansk kultur fra nordøst til vest. Goldwater var medlem af senatet i fem perioder (1953 til 1965 og 1969 til 1987) for Arizona og var republikansk præsidentkandidat i 1964, hvor han tabte stort til den siddende præsident, demokraten Lyndon B. Johnson.
Den senere præsident Ronald Reagan var stærkt inspireret af Goldwater.[kilde mangler]

## Baggrund
Goldwater blev født i Phoenix, mens staten Arizona fortsat var del af Arizona Territory. Hans far var oprindelig jøde, men gik over til kristendommen for at gifte sig med sin forlovede, Barry Goldwaters mor. Familien ejede en forretning, som gjorde dem komfortabelt rige.